# Alstermo IF
Alstermo IF är en idrottsklubb från Alstermo i Kronobergs län, bildad den 22 augusti 1927. Föreningens handbollssektion för herrar har som främsta merit spelat i den näst högsta serien, Allsvenskan, under ett par säsonger på 2000-talet, samt under flera säsonger spelat i division 1.
Många olika idrotter har bedrivits inom föreningen under årens lopp. Från början var det fotboll som utövades. Den har också funnits med under alla år. Under 1930-talet började intresset för orienteringslöpning att vakna och sektion bildades 1937. Skidsport började utövas 1936 och skidsektion bildades 1938.
Gymnastiksektion bildades 1970, men gymnastikverksamhet har funnits inom föreningen sedan slutet av 1930-talet. Handboll är den yngsta idrotten inom Alstermo IF. 1971 började sporten utövas.
Ett flertal andra idrotter har bedrivits inom Alstermo IF under kortare eller längre tid, såsom följande:
bandy, bordtennis, cykel, friidrott, gångsport, ishockey, simning, tennis, tyngdlyftning och volleyboll.
Alstermo IF är i dag en flersektionsförening och har drygt 600 medlemmar.

## Sektioner
- Fotboll - Säsongen 2011 gick man upp i division 3, efter att avancerat sig igenom 3 serier på lika många år. För närvarande spelar laget i division 6.
- Handboll - Alstermo IF Handboll
- Gymnastik - Alstermo IF Gymnastik
- Orientering - Alstermo IF Orientering
- Skidor - Alstermo IF Skidor